# Obersiggenthal
Obersiggenthal (schweizertyska: Obersiggetal) är en kommun i distriktet Baden i kantonen Aargau, Schweiz. Kommunen har 8 881 invånare (2023). Den består av de tre orterna Rieden, Nussbaumen och Kirchdorf.